# Australodynerus convexus
Australodynerus convexus är en stekelart som beskrevs av Giordani Soika 1977. Australodynerus convexus ingår i släktet Australodynerus och familjen Eumenidae. Inga underarter finns listade.